# Syrnola fasciata
Syrnola fasciata is een slakkensoort uit de familie van de Pyramidellidae. De wetenschappelijke naam van de soort is voor het eerst geldig gepubliceerd in 1882 door Jickeli.